# 2raumwohnung
2raumwohnung (произносится Цва́й-ра́ум-во́нунк — дословно: «двухкомнатная квартира») — немецкий поп-дуэт, образованный в Берлине в 2000 году.

## Музыканты
- Инга Хумпе (Inga Humpe) — солистка
- Томми Экарт (Tommi Eckart)

## История группы
Инга Хумпе, вокалистка 2raumwohnung, начинала свою карьеру ещё в 70-х годах в качестве участницы групп так называемой Neue Deutsche Welle («Новой немецкой волны»). В 80-х Инга Хумпе перешла на различные разновидности хаус-музыки, продюсировала песни для Pet Shop Boys, Марка Алмонда, Кайли Миноуг и многих других. В начале 90-х в Берлине Инга познакомилась с Томми Экартом, зарабатывавшим на жизнь сочинением киномузыки и музыки для рекламных роликов.
Группа 2raumwohnung была образована в 2000 году в Берлине бывшей участницей музыкального коллектива Neonbabies Ингой Хумпе и музыкантом Томми Экартом.
Дуэт появился, когда восточногерманскому производителю сигарет Cabinet понадобилась музыка для своей рекламы. Хумпе и Экарт сочинили песню Wir trafen uns in einem Garten (Мы повстречали друг друга в саду) и выпустили её под псевдонимом 2raumwohnung.
В 2001 году выходит их дебютный альбом Kommt Zusammen. В следующем году выходит ремиксовый альбом Kommt Zusammen (Remix-Album).
Со своим вторым альбомом In Wirklich коллектив сумел завоевать Немецкую Танцевальную Награду (Deutscher Dance Award) в номинации «за лучший альбом» в 2002 году.
Относительная известность в России пришла к группе в 2004 году, когда в ротацию на радиостанцию MAXIMUM попала англоязычная версия композиции Spiel Mit — Play, а также англоязычная версия песни Sexy Girl. В этом же году 2raumwohnung выпускают третий студийный альбом Es Wird Morgen.
В 2005 году выходит альбом Melancholisch Schön, на заглавную песню снимается клип.
В 2007 году появляется альбом 36 Grad вместе с ремиксовым альбомом 36 Grad (Remix-Album).
Последним студийным альбомом становится Lasso, выпущенный в 2009 году. На композицию Der Letzte Abend Auf Der Welt («Последний вечер на Земле») с альбома снят клип.

## Дискография

### Альбомы
- 2001: Kommt Zusammen
- 2002: Kommt Zusammen (Remix-Album)
- 2002: In Wirklich
- 2004: Es Wird Morgen
- 2005: Melancholisch Schön
- 2007: 36 Grad
- 2007: 36 Grad (Remix-Album)
- 2009: Lasso
- 2013: Achtung Fertig
- 2017: Nacht und Tag

### Синглы
- 2000: Wir Trafen Uns In Einem Garten
- 2001: Kommt Zusammen
- 2001: Nimm Mich Mit — Das Abenteuer Liebe
- 2002: 2 Von Millionen Sternen
- 2002: Ich Und Elaine
- 2003: Freie Liebe
- 2004: Spiel mit
- 2004: Es Wird Morgen
- 2004: Wir Sind Die Anderen
- 2005: Sasha (Sex Secret)
- 2005: Melancholisch Schön
- 2007: Besser Geht’s Nicht
- 2007: 36 Grad
- 2007: Mir Kann Nichts Passieren
- 2009: Wir Werden Sehen
- 2010: Rette Mich Später

## Клипы
Все клипы размещены на официальном канале группы на Youtube:
- 2009 — Der Letzte Abend Auf Der Welt на YouTube
- 2007 — 36 Grad на YouTube
- 2007 — Besser Gehts Nicht на YouTube
- 2005 — Melancholisch Schoen на YouTube
- 2004 — Wir Sind Die Anderen на YouTube
- 2004 — Spiel mit на YouTube
- 2004 — Sasha (Sex Secret) (с Moguai) на YouTube
- 2002 — Sexy Girl на YouTube
- 2002 — Ich Weiss Warum на YouTube
- 2002 — Freie Liebe на YouTube
- 2000 — Wir Trafen Uns In Einem Garten на YouTube